# Alexandr Tvardovskij
Alexandr Trifonovič Tvardovskij (rusky Александр Трифонович Твардовский; 21. června 1910, Zagorje, Smolenská gubernie – 18. prosince 1971, Krasnaja Pachra, Moskevská oblast) byl ruský sovětský básník, prozaik a novinář.

## Život
Narodil se v rodině kováře a sedláka, pronásledovaného jako kulak. Vystudoval Pedagogický institut ve Smolensku a roku 1939 absolvoval Institut filozofie, literatury a dějin v Moskvě. Již během studií byl literárně činný a roku 1931 vydal svou první knihu, agitační poemu Путь к социализму (Cesta k socialismu). Za 2. světové války působil jako válečný dopisovatel. Proslavil se poemou Василий Тёркин (Voják Ťorkin), která vznikala v letech 1941–1945. Ťorkin se stal za války nejpopulárnějším literárním hrdinou a poema měla příznivý ohlas i mezi ruskými emigranty.
Roku 1950 byl jmenován šéfredaktorem časopisu Novyj mir (Новый мир), roku 1954 byl však odvolán pro liberální tendence časopisu po Stalinově smrti. Po svém opětném jmenování roku 1958 udělal z časopisu středisko literárních sil snažících se pravdivě zobrazovat sovětskou skutečnost (publikoval zde například Alexandr Solženicyn). Od roku 1965 byl vystaven stále sílícím útokům sovětských reakčních sil, které jej roku 1970 donutily vzdát se místa šéfredaktora. Za jeden a půl roku po této události zemřel. Pochován je na Novoděvičím hřbitově v Moskvě.

## Politická činnost
Tvardovskij měl po dlouhou dobu významné postavení v sovětském literárním i politickém životě. Roku 1940 vstoupil do Komunistické strany Sovětského svazu a v letech 1952–1956 byl členem její Ústřední revizní komise. Roku 1950 se stal členem předsednictva Svazu sovětských spisovatelů (viz Svaz spisovatelů) a v letech 1950–1954 a 1958–1971 byl jeho tajemníkem. Od roku 1958 byl rovněž členem předsednictva Svazu spisovatelů RSFSR. Po čtyři období působil jako poslanec Nejvyššího sovětu Sovětského svazu a za Chruščovovy éry (v letech 1961–1965) byl kandidátem ÚV KSSS.

## Dílo

### Charakteristika
Stavba Tvardovského děl sahá až k Puškinovi a Někrasovovi. Jsou snadno srozumitelná, postavená na folklórních prvcích a často se v nich objevují reflexe společenských a politických událostí. Jeho raná díla (Cesta k socialismu, Deník předsedy kolchozu, Země Muravie) jsou napsána v duchu socialistického realismu. Velká vlastenecká válka se odrazila především v jeho poemách Voják Ťorkin a Dům u cesty. Jeho práce z postalinského období (Za dálkou dálka, Z lyriky těchto let) se vyznačují stále sílící kritikou sovětského systému a jeho nedemokratičnosti. Přes své politické funkce si byl jasně vědom hrůz období Stalinovy diktatury, některá jeho díla (Ťorkin na onom světě, Právem paměti) byla cenzurou zakázána a básník byl vystaven útokům reakčních sil. Teprve politika perestrojky a glasnosti vedla k tomu, že se dočkal uznání oficiálních míst jako liberální autor.

### Bibliografie

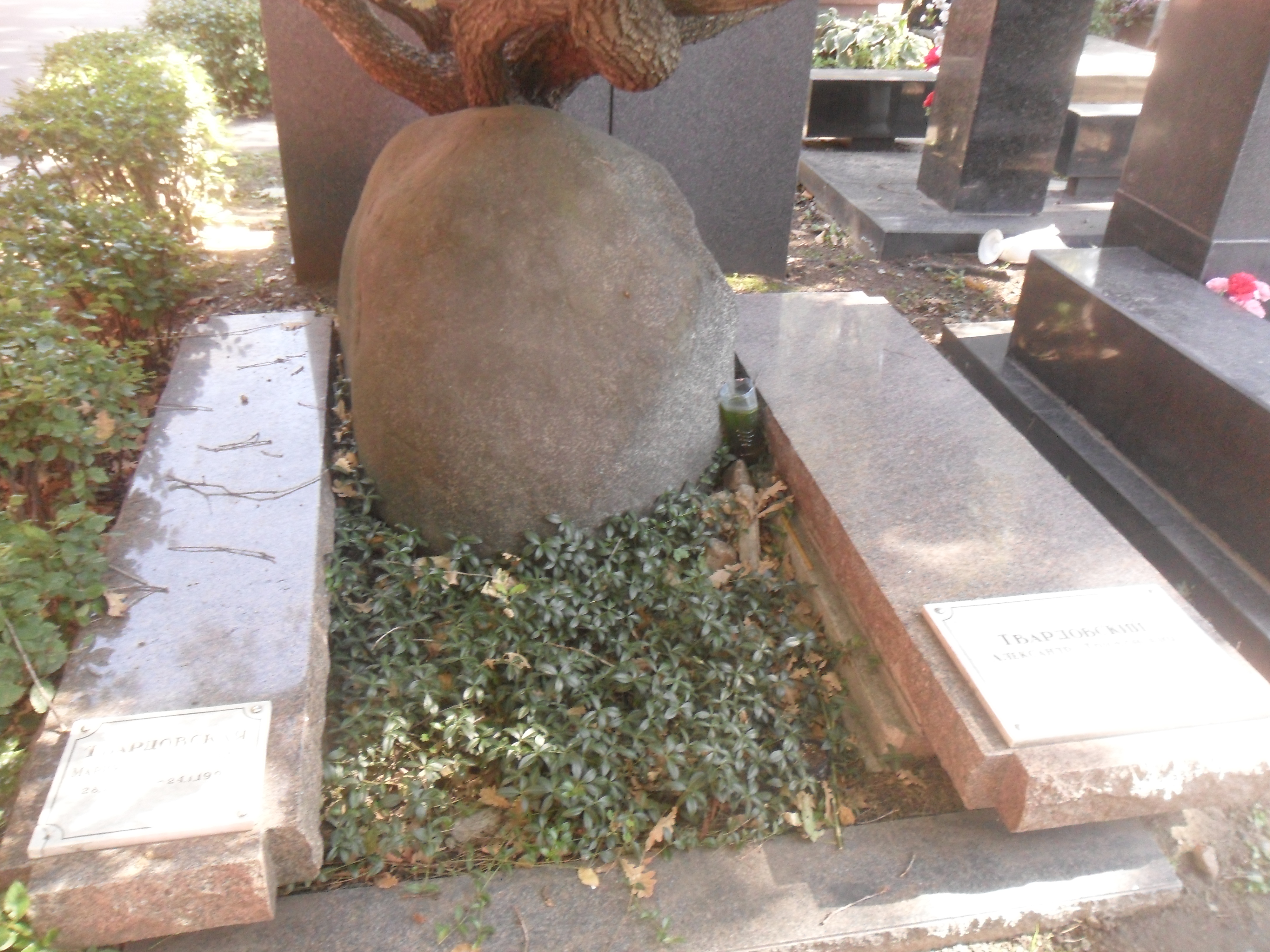
Básníkův hrob

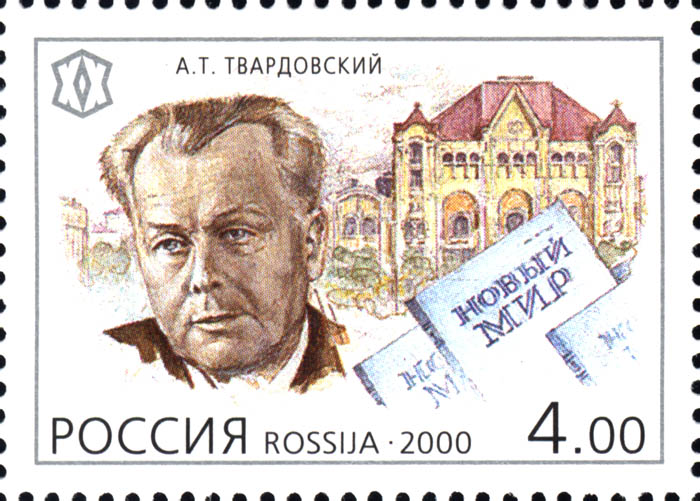
Tvardovskij na ruské známce z roku 2000

## Filmové adaptace
- Vasilij Ťorkin (1960), slovenská televizní inscenace, režie Jozef Pálka.
- Василий Тёркин (1973, Voják Ťorkin), ruský sovětský film, režie Boris Ščedrin.
- Василий Тёркин (1979, Voják Ťorkin), ruský sovětský televizní film, režie Viktor Chramov.
- Печники (1982, Kamnáři), ruský sovětský televizní film, režie Viktor Chramov.
- Василий Тёркин (2003, Voják Ťorkin), ruský animovaný film, režie Robert Labidas

## Ocenění
Tvardovskij získal celou řadu ocenění jednak za svou literární činnost, jednak za svojí účast ve Velké vlastenecké válce:
- tři Leninovy řády: 1939, 1960 a 1967.
- 1940: Řád rudé hvězdy za účast v Sovětsko-finské válce.
- 1941: Stalinova cena druhého stupně za poemu Země Muravie.
- 1944: Řád vlastenecké války 2. stupně.
- 1945: Řád vlastenecké války 1. stupně.
- 1946: Stalinova cena prvního stupně za poemu Voják Ťorkin.
- 1947: Stalinova cena druhého stupně za poemu Dům u cesty.
- 1961: Leninova cena za poemu Za dálkou dálka.
- 1970: Řád rudého praporu práce.
- 1971: Stání cena Sovětského svazu za sbírku básní Z lyriky těchto let.

## Česká vydání
- Voják Ťorkin, Praha: Svět sovětů, 1951, přeložil Luděk Kubišta, znovu 1955.
- Země Muravie, Praha, Svět sovětů, 1956, přeložila Zora Beráková.
- Dům u cesty, Praha: Mladá fronta, 1960, přeložil Ivo Štuka.
- Za dálkou dálka, Praha: SNKLU, 1961, přeložili Olga Mašková a Miroslav Drozda.
- Lyrika, Praha, Svět sovětů, 1961, uspořádala a přeložila Hana Vrbová, znovu Československý spisovatel, 1961.
- Z domova i z ciziny, Praha: Naše vojsko, 1963, přeložila Karolina Dušková.
- Ťorkin na onom světě, Praha: NPL, 1965, přeložil Ivo Štuka.
- Okno do věčnosti, Praha: Lidové nakladatelství, 1973, přeložili Miroslav Florian a Václav Jelínek, výbor z drobné lyriky.
- Z lyriky těchto let, Praha: Mladá fronta, 1975, přeložil Jaroslav Kabíček.
- Voják Ťorkin, Praha: Naše vojsko, 1985, přeložil Luděk Kubišta.
- Právem paměti, revue Světová literatura, 1988/2, přeložil Jan Petránek.
- Lyrické sloky, Praha: Lidové nakladatelství, 1990, výbor uspořádal Jaroslav Kabíček, přeložili Jaroslav Kabíček, Luděk Kubišta a Petr Kaška.